# Варавенко Федір Федорович
Федір Федорович Варавенко (29 вересня 1954) — радянський футболіст, нападник, а в подальшому й захисник. В команді «Кристал» провів 300 матчів, забив 30 голів.

## Ігрова кар'єра
В херсонському «Кристалі» дебютував 1976 року за тренера Лемешка. Від 1979 по 1980 роки грав за «Дніпро» (срібний призер першої ліги чемпіонату СРСР 1980 року), від 1980 по 1981 — за «Суднобудівник» (найкращий бомбардир команди в сезоні 1980 року). 1982 року повернувся до «Кристалу». В Херсоні в загальному провів 9 років. Відіграв 300 матчів.